# Le Cercle (roman, 2012)
Pour l’article homonyme, voir Le Cercle.
Le Cercle est un roman policier français écrit par Bernard Minier, publié chez XO éditions en 2012. L'histoire se déroule après les événements de Glacé, son premier roman. Le personnage central est le commandant Martin Servaz.

## Résumé
Deux ans après les événements décrits dans le roman Glacé, Martin Servaz commande toujours une brigade d'enquêteurs dans le Sud-Ouest de la France et pense souvent à Julian Hirtmann, un tueur en série qui s'est échappé de l'hôpital où il était détenu.
Un soir de juin, Servaz est contacté par Marianne Bokhanovsky dont le fils, Hugo, est soupçonné d'avoir tué une de ses professeurs, Claire Diemar. Martin et Marianne étaient amoureux lorsqu'ils étaient étudiants mais n'ont plus eu de contact depuis 20 ans.  
Lorsqu'il examine les lieux du crime, Servaz remarque qu'un CD de Gustav Mahler, le musicien préféré de Julian Hirtmann et de lui-même, est présent dans la chaîne hifi de Claire Diemar... 
Servaz et son équipe suivent plusieurs pistes ; ils soupçonnent un temps un multirécidiviste, Elvis Elmaz, lui-même retrouvé assassiné peu après, dévoré par ses propres chiens. Servaz reçoit un courriel semblant émaner de Hirtmann, envoyé depuis un cyber-café dont le gérant affirme que c'est une femme qui l'a envoyé ; elle a laissé au gérant un étrange cadeau pour Servaz...  
Servaz découvre aussi que la victime avait deux amants, Hugo et le Maire-député de Marsac, Paul Lacaze, ceux-ci devenant suspects dans l'enquête. Servaz soupçonne également Francis Van Acker, un de ses amis de jeunesse, devenu professeur en classes préparatoires littéraires au lycée de Marsac...
Pendant ce temps, Margot, la fille de Servaz, étudiante dans le même lycée, fait la connaissance d'Elias, un élève discret de sa classe. Ensemble, ils surveillent des copains de Hugo, semblant appartenir à une organisation nommée « le Cercle », prêts à tout pour le faire libérer. Margot les entend menacer son père...
Malgré son sang froid légendaire, le commandant Servaz devra faire face à ses pires cauchemars et à son passé pour résoudre cette enquête.

## Les principaux personnages
- Martin Servaz : Commandant d'une brigade d'enquêteurs dans le Sud-Ouest de la France.
- Julian Hirtmann : Tueur en série suisse très dangereux qui a au moins 25 meurtres à son actif. Il était enfermé dans un hôpital psychiatrique 18 mois auparavant mais il est parvenu à s'évader.
- Marianne Bokhanovsky : Ancienne femme de Servaz. Elle habite à Marsac et a un fils, Hugo. Lorsqu'elle apprend que son fils est soupçonné d'avoir tué sa professeure, elle tente de l'innocenter en envoyant Servaz sur la piste de Hirtmann.
- Hugo Bokhanovsky : Fils de la précédente. Étudiant au lycée de Marsac.
- Vincent Espérandieu : Adjoint de Servaz.
- Samira Cheung : Adjointe de Servaz.
- Pujol : Adjoint de Servaz.
- Oliver Winsham : Professeur d'anglais à la retraite à l'université de Marsac. Il passe son temps à écrire des poèmes. Voisin de Claire Diemar.
- Margot Servaz : Fille de Martin. Étudie au lycée de Marsac.
- Claire Diemar : Professeur de culture et de langues antiques au lycée de Marsac. Son assassinat débute l'affaire.
- Francis Van Acker : Professeur de lettres au lycée de Marsac. Lui et Servaz se connaissent depuis qu'ils fréquentaient le même lycée, il y a 20 ans. Leur amitié a cessé depuis que Van Acker lui a volé son amie de cœur, Marianne.
- Elvis Elmaz : Multirécidiviste avec plusieurs condamnations pour vols et viols à domicile. Soupçonné dans le meurtre de Claire Diemar.
- Élias : Étudiant au lycée de Marsac. Solitaire. Ami de Margot Servaz.
- David : Meilleur ami de Hugo. Étudiant au lycée de Marsac.
- Sarah : Étudiante au lycée de Marsac. Amante de Francis Van Acker.
- Virginie : Étudiante au lycée de Marsac.
- Irène Ziegler : à la suite d'une rétrogradation, elle dirige la brigade de recherche d'Auch. Elle a aidé Servaz à traquer Julian Hirtmann il y a 18 mois (Glacé, Bernard minier, 2011). Aussi, avec le lien entre l'affaire Claire Deimar et Julian Hirtmann, elle interviendra pour aider Servaz.
- Zuzka Smatanova : Gérante d'un bar de stripteaseuses. Amie de cœur de Irène Ziegler.
- Paul Lacaze : Député-maire de Marsac. Claire Diemar a été sa maîtresse. Soupçonné dans le meurtre de Claire Diemar.
- Suzanne Lacaze : Femme du précédent. Elle souffre d'un cancer.
- Elizabeth Ferney : Infirmière en chef de l'Institut Wargnier. internée après avoir aidé Julian Hirtmann à s'évader (Glacé, Bernard minier, 2011).
- Drissa Kanté : Malien réfugié en France. Employé d'une équipe de nettoyage, il s'occupe entre autres des bureaux de la police.
- Zlotan Jovanovic : Détective privé.
- Meredith Jacobsen : Assistante parlementaire de Paul Lacaze.
- Roland Castaing : Procureur au parquet d'Auch.
- Capitaine Bécker : Capitaine de la gendarmerie à Marsac.

## Genèse
Le romancier rapporte qu'il a terminé l'écriture du roman dans les Vosges à Dieffenbach-au-Val pour être dans cette ambiance de forêt, de sapins.

## Éditions
- Bernard Minier. Le Cercle, Paris, XO éditions, 2012, 558 p.  (ISBN 978-2-84563-556-2)
- Bernard Minier. Le Cercle, éditions revue et corrigée par l'auteur, Paris, Pocket no 15696, 2013, 789 p.  (ISBN 978-2-266-24280-6)